# Aplidiopsis pyriformis
Aplidiopsis pyriformis is een zakpijpensoort uit de familie van de Polyclinidae. De wetenschappelijke naam van de soort is, als Polyclinum pyriformis, voor het eerst geldig gepubliceerd in 1886 door Herdman.